# Pseudocheilinops ataenia
Pseudocheilinops ataenia es una especie de peces de la familia Labridae en el orden de los Perciformes.

## Morfología
Los machos pueden llegar alcanzar los 6,5 cm de longitud total.

## Distribución geográfica
Se encuentra desde el sur de le Islas Filipinas y Célebes (Indonesia) hasta República de Palau.